# 黎明來臨前無須逞強
《黎明來臨前無須逞強》（日语：／ Yoake made tsuyogara nakutemoii */?）是日本女子偶像團體乃木坂46的第24張單曲，由秋元康作詞、山田裕介作曲，於2019年9月4日由N46Div.發行。同名標題曲的Center（中心成員）由遠藤櫻擔任。

## 概要
本作與前作「Sing Out!」發行時間相隔約3個月。單曲分為內附蓝光光盘的Type-A、Type-B、Type-C、Type-D和只包含CD的通常版，共有五個版本。Type-A〜D內附「全國活動參加券」或「特別禮物申請券」及1張成員寫真照。
本作的同名標題曲於2019年7月31日深夜直播的《乃木坂46的All Night Nippon》首度公開披露。

## 封面寫真
| Type-A | 远藤樱                                                                 |
| Type-B | 贺喜遥香、筒井彩萌                                                     |
| Type-C | 櫻井玲香、齋藤飛鳥、白石麻衣、松村沙友理                               |
| Type-D | 山下美月、堀未央奈、與田祐希、生田繪梨花                               |
| 通常盤 | 梅澤美波、北野日奈子、秋元真夏、久保史绪里、高山一實、星野南、新内真衣 |

本次封面写真于七月下旬拍摄完成。拍摄时期正逢梅雨时节，以“雨中故事”为关键词，使用宛如电影画面般的镜头拍摄了一系列写真。

## MV
黎明來臨前無須逞強
导演：丸山健志
标题曲《黎明來臨前無須逞強》的MV于7月上旬拍摄完成。其中舞蹈场景于东京大手町，其余场景分别于东京都内摄影棚和栃木县足利市拍摄。以“少女们内心充满忧虑，却因无法倾诉而感到苦恼”为主题，摄影总共持续了两天。舞蹈场景共有250名临时演员参与，截止到此张单曲是乃木坂MV历史上人数最多的一次。首次参与标题曲MV拍摄且位于前排的四期生成员们也在MV中表现出了各自的认真与魅力。为了细致表现成员们的情绪变化，MV少有地使用了4:3尺寸的画面。本次由过去多次参与乃木坂MV制作和担任纪录片《忘记悲伤的方法 Documentary of 乃木坂46》导演的丸山健志执导。
路面电车的街道
导演：山岸圣太
由齋藤飛鳥、堀未央奈、山下美月参与的歌曲《路面电车的街道》MV于七月中旬在茨城县常陆那珂市拍摄完成。影片描述了多年后，高中时期互为挚友的三人在故友“光（ひかり）”的纪念日重归故土并重逢的故事。本作由过去多次担任《蜃景》、《那个教室》、《强人所难》等组合作品的导演山岸圣太执导。
给图书馆里的你
导演：伊藤众人
由四期生参与的歌曲《给图书馆的你》的MV于七月中旬在千叶县的摄影棚内拍摄完成。影片讲述了从未见过眼镜的少女们虽然视力都很一般，以首次戴眼镜的金川紗耶为契机，突然在全体之间掀起了一股“眼镜热”的故事。视频中用于检测视力的小道具由参与成员自行选择。本作由过去负责《那样的存在》、《空扉》等MV或个人PV制作的导演伊藤众人执导。
请偶尔想起我
导演：頃安祐良
由樱井玲香参与的Solo曲《请偶尔想起我》的MV于七月中旬在横滨的摄影棚内拍摄完成。影片精选了樱井自加入乃木坂46并担任队长的8年以来作为里程碑的影像，在回顾过去的同时也与现在的樱井形成对比。拍摄过程中所展示的服装均为樱井在过去的演出中所穿着的服装。本作由过去多次担任乃木坂个人PV拍摄的导演頃安祐良执导。此外，頃安导演首次参与组合PV制作时即是负责樱井玲香的PV制作。
~Do my best~没有意义
导演：maxilla
由Under成员参与的歌曲《~Do my best~没有意义》的MV于七月中旬在东京都内的摄影棚内拍摄完成。影片通过晴、阴、雨、雪四种天气变化来表现人的心情变化。maxilla导演自前作《飞机跑道》以来第二次参与组合MV制作。

## 媒體使用歌曲
你，認識我嗎？
紀錄片《不知不覺，來到了這裡 Documentary of 乃木坂46》（2019年7月5日上映，東寶）主題歌。
我的信念
日本電視台系列「第39屆全國高中猜謎錦標賽」聲援曲。

## 歌曲列表

### Type-A
| CD   | CD                                | CD     | CD       | CD               |
| 曲序 | 曲目                              |        | 作曲     | 編曲             |
| ---- | --------------------------------- | ------ | -------- | ---------------- |
| 1.   | 黎明來臨前無須逞強                | 秋元康 | 山田裕介 | APAZZI           |
| 2.   | 你，認識我嗎？                    | 秋元康 | 中村泰輔 | 中村泰輔         |
| 3.   | 路面電車的街道                    | 秋元康 | 杉山勝彥 | 杉山勝彥、谷地學 |
| 4.   | 黎明來臨前無須逞強 off vocal ver. |        | 山田裕介 | APAZZI           |
| 5.   | 你，認識我嗎？ off vocal ver.     |        | 中村泰輔 | 中村泰輔         |
| 6.   | 路面電車的街道 off vocal ver.     |        | 杉山勝彥 | 杉山勝彥、谷地學 |

| Blu-ray | Blu-ray                             | Blu-ray  |
| 曲序    | 曲目                                | 導演     |
| ------- | ----------------------------------- | -------- |
| 1.      | 黎明來臨前無須逞強 Music Video      | 丸山健志 |
| 2.      | 路面電車的街道 Music Video          | 山岸聖太 |
| 3.      | Documentary of 乃木坂46 1期生篇（Documentary of 乃木坂46 1期生編） | 金森孝宏 |

### Type-B
| CD   | CD                                | CD     | CD       | CD       |
| 曲序 | 曲目                              |        | 作曲     | 編曲     |
| ---- | --------------------------------- | ------ | -------- | -------- |
| 1.   | 黎明來臨前無須逞強                | 秋元康 | 山田裕介 | APAZZI   |
| 2.   | 你，認識我嗎？                    | 秋元康 | 中村泰輔 | 中村泰輔 |
| 3.   | 給圖書館裡的你                    | 秋元康 | 杉山勝彥 | 若田部誠 |
| 4.   | 黎明來臨前無須逞強 off vocal ver. |        | 山田裕介 | APAZZI   |
| 5.   | 你了解我嗎？ off vocal ver.       |        | 中村泰輔 | 中村泰輔 |
| 6.   | 給圖書館裡的你 off vocal ver.     |        | 杉山勝彥 | 若田部誠 |

| Blu-ray | Blu-ray                             | Blu-ray  |
| 曲序    | 曲目                                | 導演     |
| ------- | ----------------------------------- | -------- |
| 1.      | 黎明來臨前無須逞強 Music Video      | 丸山健志 |
| 2.      | 給圖書館裡的你 Music Video          | 伊藤眾人 |
| 3.      | Documentary of 乃木坂46 2期生篇（Documentary of 乃木坂46 2期生編） |          |

### Type-C
| CD   | CD                                | CD     | CD       | CD               |
| 曲序 | 曲目                              |        | 作曲     | 編曲             |
| ---- | --------------------------------- | ------ | -------- | ---------------- |
| 1.   | 黎明來臨前無須逞強                | 秋元康 | 山田裕介 | APAZZI           |
| 2.   | 你，認識我嗎？                    | 秋元康 | 中村泰輔 | 中村泰輔         |
| 3.   | 請偶爾想起我                      | 秋元康 | 杉山勝彥 | 杉山勝彥、谷地學 |
| 4.   | 黎明來臨前無須逞強 off vocal ver. |        | 山田裕介 | APAZZI           |
| 5.   | 你，認識我嗎？ off vocal ver.     |        | 中村泰輔 | 中村泰輔         |
| 6.   | 請偶爾想起我 off vocal ver.       |        | 杉山勝彥 | 杉山勝彥、谷地學 |

| Blu-ray | Blu-ray                             | Blu-ray  |
| 曲序    | 曲目                                | 導演     |
| ------- | ----------------------------------- | -------- |
| 1.      | 黎明來臨前無須逞強 Music Video      | 丸山健志 |
| 2.      | 請偶爾想起我 Music Video            | 頃安祐良 |
| 3.      | Documentary of 乃木坂46 3期生篇（Documentary of 乃木坂46 3期生編） |          |

### Type-D
| CD   | CD                                    | CD     | CD               | CD               |
| 曲序 | 曲目                                  |        | 作曲             | 編曲             |
| ---- | ------------------------------------- | ------ | ---------------- | ---------------- |
| 1.   | 黎明來臨前無須逞強                    | 秋元康 | 山田裕介         | APAZZI           |
| 2.   | 你，認識我嗎？                        | 秋元康 | 中村泰輔         | 中村泰輔         |
| 3.   | 〜Do my best〜沒有意義                | 秋元康 | APAZZI、浦島健太 |                  |
| 4.   | 黎明來臨前無須逞強 off vocal ver.     |        | 山田裕介         | APAZZI           |
| 5.   | 你了解我嗎？ off vocal ver.           |        | 中村泰輔         | 中村泰輔         |
| 6.   | 〜Do my best〜沒有意義 off vocal ver. |        | APAZZI、浦島健太 | APAZZI、浦島健太 |

| Blu-ray | Blu-ray                             | Blu-ray  |
| 曲序    | 曲目                                | 導演     |
| ------- | ----------------------------------- | -------- |
| 1.      | 黎明來臨前無須逞強 Music Video      | 丸山健志 |
| 2.      | 〜Do my best〜沒有意義 Music Video  | maxilla  |
| 3.      | Documentary of 乃木坂46 4期生篇（Documentary of 乃木坂46 4期生編） |          |

### 通常盤
| CD   | CD                                | CD     | CD       | CD                       |
| 曲序 | 曲目                              |        | 作曲     | 編曲                     |
| ---- | --------------------------------- | ------ | -------- | ------------------------ |
| 1.   | 黎明來臨前無須逞強                | 秋元康 | 山田裕介 | APAZZI                   |
| 2.   | 你，認識我嗎？                    | 秋元康 | 中村泰輔 | 中村泰輔                 |
| 3.   | 我的信念                          | 秋元康 | 杉山勝彥 | 杉山勝彥、野中「雅」雄一 |
| 4.   | 黎明來臨前無須逞強 off vocal ver. |        | 山田裕介 | APAZZI                   |
| 5.   | 你，認識我嗎？ off vocal ver.     |        | 中村泰輔 | 中村泰輔                 |
| 6.   | 我的信念 off vocal ver.           |        | 杉山勝彥 | 杉山勝彥、野中「雅」雄一 |

## 選拔成員

### 黎明來臨前無須逞強
（中心成員：遠藤櫻）
- 第三排：梅澤美波、北野日奈子、秋元真夏、久保史緒里、高山一實、星野南、新内真衣[2]
- 第二排：山下美月、生田繪梨花、白石麻衣、松村沙友理、櫻井玲香[注 1]、与田祐希[2]
- 第一排：堀未央奈、賀喜遙香、遠藤櫻、筒井彩萌、齋藤飛鳥[2]

選拔成員人數較前作少4人，共計18人，第一排與第二排由共11人的「十一福神」組成。本作中心成員由首次入選為選拔成員的4期生遠藤櫻擔任，同為4期生的賀喜遙香與筒井彩芽也入選為選拔成員，站位安排於遠藤櫻兩側。前作選拔成員，包括不參與本作錄製的井上小百合與大園桃子在內，伊藤理理杏、岩本蓮加、阪口珠美、佐藤楓、鈴木絢音、渡邊米麗愛等8人此次沒有進入選拔成員行列。
櫻井玲香於2019年9月1日明治神宮棒球場舉辦的「真夏的全國巡演2019」公演後正式畢業，因此單曲發行當日已非在籍成員。櫻井在該場公演時表示，在得知獲選為選拔成員時原本感到「迷惘」，但成員們及工作人員的一句「可以當作美好的回憶」改變了自己的想法，因而決定加入選拔成員行列。

### 你，認識我嗎？
- 秋元真夏、生田繪梨花、伊藤理理杏、井上小百合、岩本蓮加、梅澤美波、大園桃子、北野日奈子、久保史緒里、齋藤飛鳥、阪口珠美、櫻井玲香[注 1]、佐藤楓、白石麻衣、新内真衣、鈴木絢音、高山一實、星野南、堀未央奈、松村沙友理、與田祐希、渡邊米麗愛[15]

由第23張單曲《Sing Out!》選拔成員演唱。井上小百合與大園桃子在本作僅參與此曲的錄製。

### 路面電車的街道
- 齋藤飛鳥、堀未央奈、山下美月[15]

### 給圖書館裡的你
（中心成員：掛橋沙耶香）
- 遠藤櫻、掛橋沙耶香、賀喜遙香、金川紗耶、北川悠理、柴田柚菜、清宮玲、田村真佑、筒井彩萌、早川聖來、矢久保美緒[15]

4期生演唱曲。

### 請偶爾想起我
- 櫻井玲香[注 1][15]

櫻井玲香獨唱曲。

### 〜Do my best〜沒有意義
（中心成員：岩本蓮加）
- 伊藤純奈、伊藤理理杏、岩本蓮加、阪口珠美、佐佐木琴子、佐藤楓、鈴木絢音、寺田蘭世、中田花奈、中村麗乃、樋口日奈、向井葉月、山崎怜奈、吉田綾乃克莉絲蒂、渡邊米麗愛、和田真彩[15]

由第24張單曲《黎明來臨前無須逞強》Under成員演唱。岩本此次是第2度擔任中心成員，她也是Under成員中首位擔任中心成員的3期生。

### 我的信念
- 秋元真夏、生田繪梨花、梅澤美波、遠藤櫻、賀喜遙香、北野日奈子、久保史緒里、齋藤飛鳥、櫻井玲香[注 1]、白石麻衣、新内真衣、高山一實、筒井彩芽、星野南、堀未央奈、松村沙友理、山下美月、與田祐希[17]

由第24張單曲《黎明來臨前無須逞強》選拔成員演唱。　　　　　　　　　　　　　　　　　　

## 外部連結
- 单曲介紹－乃木坂46官方網站（日語）
  - Type-A （页面存档备份，存于）
  - Type-B （页面存档备份，存于）
  - Type-C （页面存档备份，存于）
  - Type-D （页面存档备份，存于）
  - 通常盤 （页面存档备份，存于）
- 音樂錄影帶（日語）
  - YouTube上的乃木坂46「黎明來臨前無須逞強」（2019年8月8日）
  - YouTube上的乃木坂46「黎明來臨前無須逞強」全曲試聴（2019年8月21日）
  - YouTube上的乃木坂46「路面電車的街道」Short Ver.（2019年8月13日）
  - YouTube上的乃木坂46「給圖書館裡的你」Short Ver.（2019年8月22日）
  - YouTube上的乃木坂46「請偶爾想起我」Short Ver.（2019年8月13日）
  - YouTube上的乃木坂46「〜Do my best〜沒有意義」Short Ver.（2019年8月22日）
- 音樂錄影帶（繁體中文）
  - YouTube上的乃木坂46／黎明來臨前無須逞強（中文字幕版）（2019年9月4日）